# Geocalamus
Geocalamus — рід плазунів родини амфісбенових (Amphisbaenidae). Представники цього роду мешкають в Кенії і Танзанії.

## Види
Рід Geocalamus нараховує 2 види:
- Geocalamus acutus Sternfeld, 1912
- Geocalamus modestus Günther, 1880

## Етимологія
Наукова назва роду Geocalamus походить від сполучення слів дав.-гр. γεω — земний і καλαμος — тростина.